# Fultura penis
Fultura penis – część samczych narządów genitalnych u motyli.
Fultura penis to ogólne określenie zesklerotyzowanych struktur diafragmy samczych genitaliów, obejmujące skleryty i ich apofizy. 
W zależności od sytuacji wyróżnić można 3 lub 2 struktury wchodzące w skład fultura penis. W pierwszym przypadku są to: część nad edeagusem - zawieszka (transtilla), część dookoła edeagusa - anellus oraz część poniżej edeagusa - juksta (juxta). Jeżeli elementy te są niewystarczająco zróżnicowane, to wyróżnia się tylko dwie części: fultura superior oraz fultura inferior.